# Gentle Giant (album)
Gentle Giant è il primo album del gruppo musicale britannico di rock progressivo Gentle Giant, pubblicato nel novembre del 1970.

## Tracce
Testi e musiche di Philip Shulman, Derek Shulman, Ray Shulman e Kerry Minnear.
Lato A
1. Giant – 6:22
2. Funny Ways – 4:21
3. Alucard – 6:00
4. Isn't It Quiet and Cold? – 3:51

Lato B
1. Nothing at All – 9:08
2. Why Not? – 5:31
3. The Queen – 1:40

## Formazione
- Gary Green – chitarra, chitarra a dodici corde
- Kerry Minnear – tastiere, basso, violoncello, voce solista, cori, percussioni
- Derek Shulman – voce solista, cori, basso
- Ray Shulman – basso, violino, chitarra, percussioni, cori
- Phil Shulman – sassofono, tromba, recorder, voce solista, cori
- Martin Smith – batteria, percussioni

Ospiti
- Claire Deniz – violoncello (brano: Isn't It Quiet and Cold?)
- Paul Cosh – flicorno contralto (brano: Giant)

Note aggiuntive
- Tony Visconti – produttore
- Roy Baker – ingegnere del suono
- George Underwood – artwork copertina LP[1]